# فیت (کارولینای شمالی)
فیت (به انگلیسی: Faith) شهری در ایالت کارولینای شمالی کشور ایالات متحده آمریکا است که جمعیت آن در سرشماری سال ۲۰۱۰ میلادی، ۸۰۷ نفر بوده‌است.